# Піко-Альто (Азорські острови)

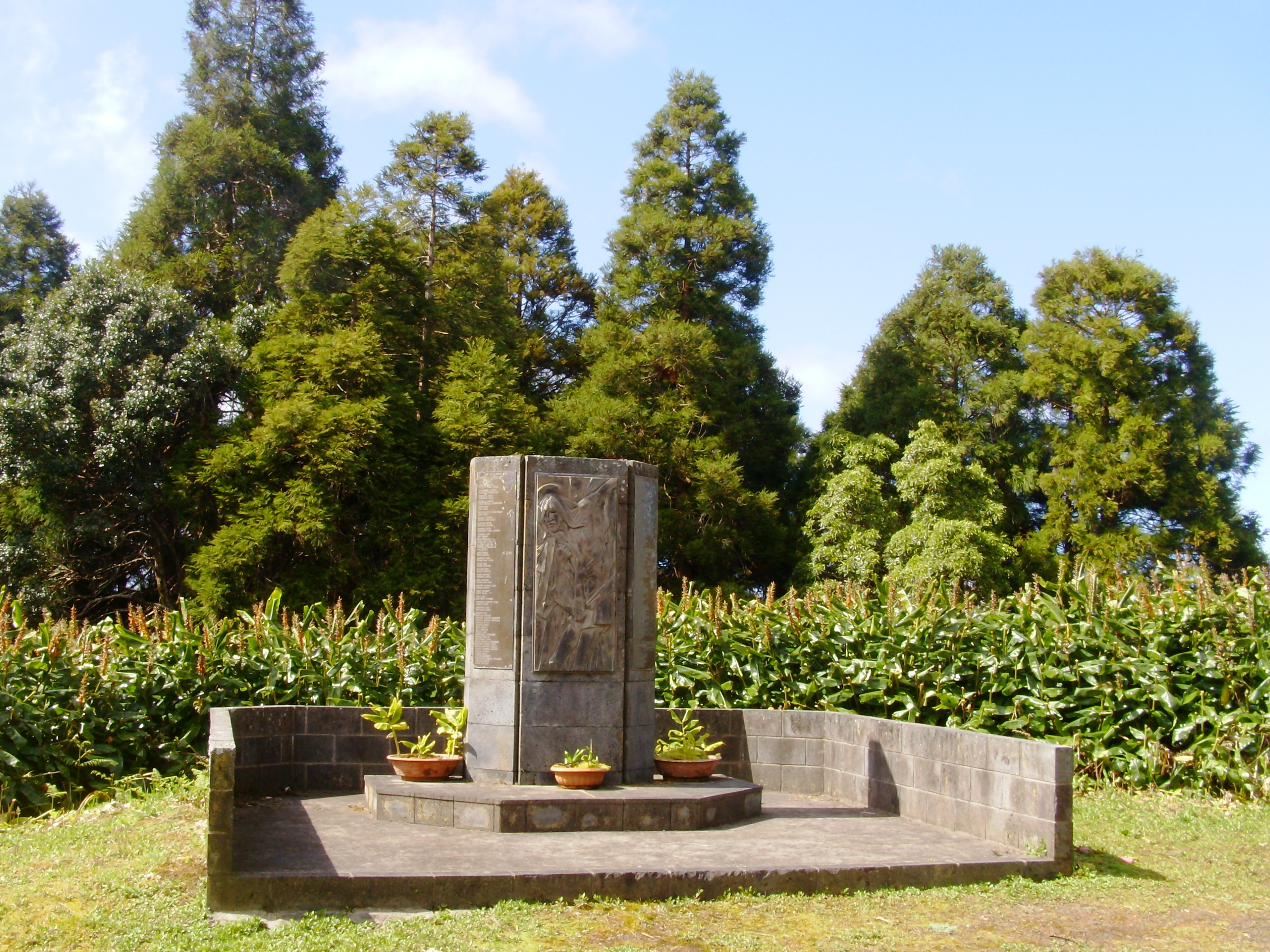
Меморіал авіакатастрофі рейсу 1851 Independent Air, що сталася на цій горі; 144 особи загинуло.

Гора Піко-Альто — найвища точка острова Санта-Марія в португальському архіпелазі Азори. Висота гори — 586,84 метра (1925,3 фута).

## Авіакатастрофа рейсу 1851 Independent Air

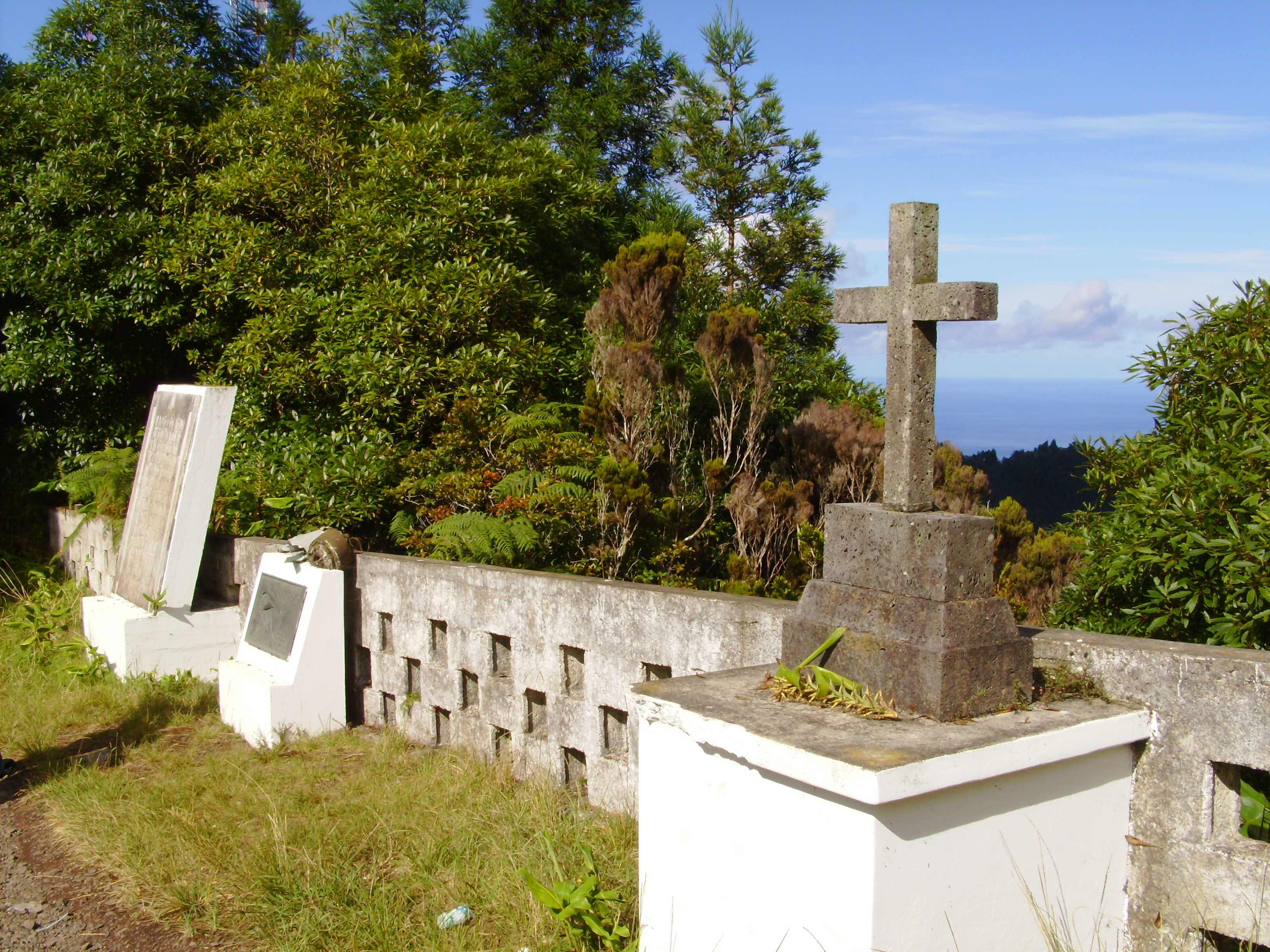
Меморіал рейсу 1851

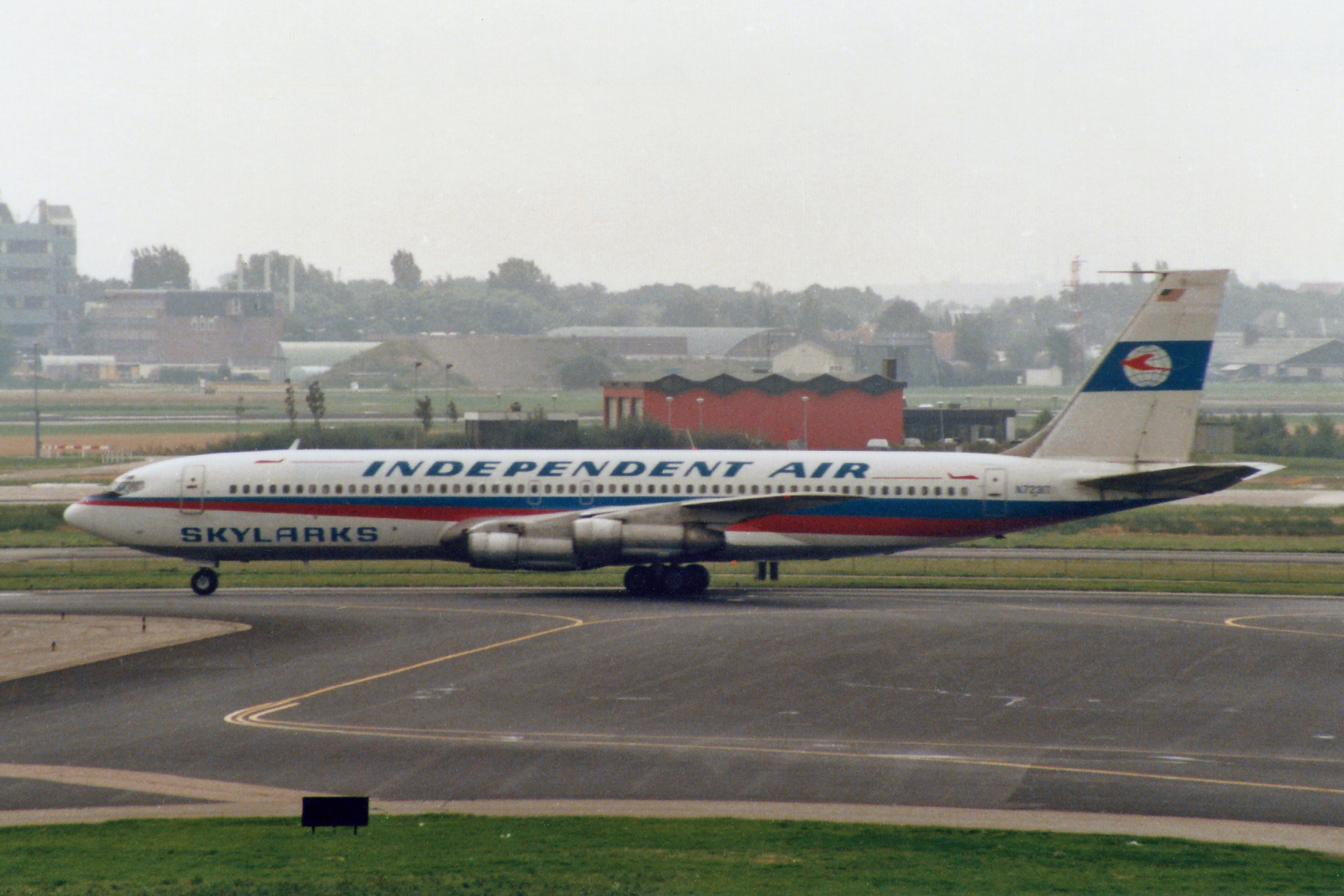
Літак, що зазнав катастрофи, за 4 роки і 1 місяць до інциденту.

8 лютого 1989 року пасажирський авіалайнер Boeing 707-331B американської вже неіснуючої авіакомпанії Independent Air виконував чартерний міжконтинентальний рейс IDN 1851 за маршрутом Бергамо—Санта-Марія—Пунта-Кана, але при заході на посадку в аеропорті Санта-Марії на однойменному острові на Азорських островах літак врізався в схил гори Піко-Альто в 7 км від аеропорту. Загинули всі, хто був на борту 144 особи (137 пасажирів і 7 членів екіпажу). На 2022 рік ця авіакатастрофа залишається найбільшої в історії Португалії.